# Пьяцца-Гранде
Пьяцца-Гранде («Большая площадь», Piazza Grande) является историческим центром города Модена и состоит под охраной как объект Всемирного наследия. На площади господствует Моденский собор (см. изображение, в центре панорамы) с характерной кампанилой. Здание Городского совета (Palazzo Comunale; на панораме справа от собора) построено в 1194 году; от первоначальной постройки сохранилась часовая башня (Torre dell’Orologio).
Собор посвящён патрону города святому Геминиану, который занимал моденскую кафедру в IV веке. Он был начат постройкой в 1099 году. Это внушительных размеров здание, облицованное розовым мрамором, один из лучших образцов романского стиля в Италии. Здание начал строить архитектор из Ломбардии Ланфранко (ит. Lanfranco). Скульптурное убранство выполнено неким Вилигельмусом (Wiligelmus). Работы были закончены в 1322 году, когда наметился переход к готике, что видно по украшающей главный портал розе, созданной Ансельмо да Кампионе (XII век). В несильно заглублённой крипте находится погребение святого — покровителя Модены. Главный фасад собора на площадь не выходит и находится в торцевой части здания (на фото — слева)
Стройная кампанила, именуемая Гирландина (в центре панорамы площади), высится рядом с собором. Она построена между 1100 и 1319 годами. Местные жители называют её за высоту «указательным пальцем Господа». Наверх ведёт лестница из 191 ступени. Как и некоторые башни в разных итальянских городах, она явно наклонена.